# Anna Depenbusch
Anna Depenbusch (* 17. Oktober 1977 in Hamburg) ist eine deutsche Liedermacherin.

## Werdegang
2005 veröffentlichte Anna Depenbusch ihr Debütalbum Ins Gesicht, ein Crossover aus Pop und Chanson. Der Song Heimat von dieser Platte wurde für den Deutschen Musikautorenpreis nominiert. Gelobt wurde vor allem der unverkrampfte und persönliche Umgang mit dem in Deutschland so schwierigen Thema.
Mit ihrem zweiten Album, Die Mathematik der Anna Depenbusch aus dem Jahre 2011, etablierte sie sich in kurzer Zeit als Pop-Chansonsängerin in der deutschen Musikszene. Am 9. Dezember 2010 trat Anna Depenbusch mit dem Song Kommando Untergang aus Die Mathematik in der Sendung Inas Nacht auf. Depenbusch bezeichnet diesen Auftritt rückblickend als Initialzündung für ihre Karriere. Das Lied wurde mit neun weiteren Gastauftritten auf der Bonus-CD Inas kleine Nachtmusik mit Ina Müllers Album Ich bin die veröffentlicht. Aufgrund des großen Erfolges des Albums nahm sie die Songs im selben Jahr nochmals in einer Fassung nur mit Klavier auf und veröffentlichte diese unter dem Titel Die Mathematik der Anna Depenbusch in Schwarz-Weiß. 2012 wurde sie mit dem Fred-Jay-Preis und dem Deutschen Chanson-Preis ausgezeichnet.
Am 5. Oktober 2012 erschien ihr viertes Album, Sommer aus Papier, das unter anderem ein Duett mit Mark Forster enthält. 2014 trat sie beim Festival Songs an einem Sommerabend auf Kloster Banz auf.
Depenbusch textet, komponiert und produziert selbst, so dass sie den Liedermachern zugeordnet werden kann. Stilistisch festlegen will sich Anna Depenbusch aber nicht und experimentiert mit verschiedenen Genres wie Blues und Country, wenngleich in ihrer Musik unverkennbar musikalische Elemente aus dem Chanson zu hören sind.
Daneben ist sie unter Pseudonymen auch in anderen Stilrichtungen aktiv. Als Anastasica kooperierte sie seit 2003 mit dem Hamburger Chillout-Projekt Max Melvin. Weihnachten 2008 steuerte sie unter dem Pseudonym Ella Larsson mit Lara’s Song die Musik für den Werbespot der deutschen Telekommunikationsfirma T-Mobile bei.
Vor ihrer Solokarriere sang Depenbusch unter anderem im Background von Orange Blue.
Depenbusch war 2016/2017 Praxisstipendiatin der Villa Massimo.
Depenbusch stand bis zu dessen Verkauf 2015 bei dem Label 105music unter Vertrag. Mit dem Verkauf an Sony Music wurden ihr ein Produzenten- und Texterteam an die Seite gestellt. Mit den entstandenen, nicht veröffentlichten Aufnahmen war Depenbusch nicht zufrieden. Sie wechselte zur Sony-Tochter Columbia, bei der auch ihr selbst geschriebenes und produziertes Album Das Alphabet der Anna Depenbusch erschienen ist.
2019 gründete Anna Depenbusch ihr eigenes Label Liedland Records, auf welchem sie 2020 das Album Echtzeit veröffentlichte. Echtzeit entstand als erstes ihrer Alben in einem speziellen Aufnahmeverfahren, dem Vinyl-Direktmitschnitt in den Emil Berliner Studios.
Im Februar 2025 brannte bei einem Feuer unter ihrer Wohnung auch ihr Studio aus. Dabei ging die Musik für ihr geplantes Album verloren, mit dem sie mit dem Kaiser Quartett auf Tour gehen wollte. Die „Zwischen Liebe und Kummer“-Tour konnte dennoch im Mai 2025 mit dem Kaiser Quartett, ergänzt durch den Pianisten Christopher Noth, starten.
Depenbusch ist stellvertretendes Mitglied des Aufsichtsrats der GEMA.

## Kritiken
Anlässlich ihres Tourstarts im September 2011 schrieb das Hamburger Abendblatt:

„Mühelos wechselt Anna Depenbusch, die wirklich jeden Ton trifft, zwischen Brust- und Kopfstimme, doch ihre Registerwechsel sind keine Artisterei um eines Showeffekts willen. Sie ist keine verkappte Jazz-Sängerin, die aus Spaß an der Virtuosenfreude das Trällern nicht lassen kann. Ihre Melodien gehen eben so. Der Gesang der Anna Depenbusch ist wie ein mit Helium gefüllter Ballon, den sie mit der Erdigkeit ihres rudimentären, dabei überhaupt nicht dilettantischen Klavierspiels am Davonfliegen hindert.“

Zu Die Mathematik der Anna Depenbusch in Schwarz-Weiß urteilt das Hamburger Feuilleton:

„Was dabei herausgekommen ist, sind neue Arrangements, die mal filigraner, mal wuchtiger, mal nur mit Klopfen auf dem Flügelkorpus ihre Stimme begleiten. Und diese Stimme kommt dabei zu einer Farbigkeit, die umhaut. Anna Depenbusch singt nicht nur, sie tritt in Dialog mit dem Instrument, sie flirtet mit uns, sie flüstert, pfeift und jubiliert. So unendlich traurig, so überbordend froh, so alles in allem schwarz und weiß wie das Leben ist mit seinen unzähligen Grautönen dazwischen.“

Ebenfalls im Hamburger Feuilleton erschien folgende Kritik zum Album Sommer aus Papier:

„Solche, sich selbst verdrehenden Geschichten zu erzählen, gehört überhaupt zu den unbestreitbaren Stärken Anna Depenbuschs. Eine weitere dieser Geschichten ist "Benjamin" – der Name einer Nachbarschaftsliebe, die vorbei ist. Die Lüge und der Selbstbetrug gehören zu solchen Dramen des Alltags. […] Bei jemand anderem wäre das ein einfaches Liedchen und eine peinliche Performance im Refrain – bei Anna Depenbusch gerät das zu einer fein ziselierten Momentaufnahme einer großen Verletzung. Diese Platte ist ein perfides Meisterwerk.
Und außerdem ist sie sehr bunt.“

laut.de urteilt über Sommer aus Papier:

„Wenn auch Manches zunächst vordergründig ganz harmlos und traditionell daherkommt: jeder Depenbusch-Song entwickelt früher oder später ein einzigartiges Eigenleben. [...] Die Produktion ist luftig und warm gehalten, natürlich begleitet sich die Künstlerin wieder selbst am Klavier. Die aktuellen Band-Mitglieder zeigen sich erlesen ausgewählt, und agieren durchweg hochkarätig.“

## Diskografie

### Singles
- Tango (Maxi-Single-CD, 2005, Rintintin Musik)
- Heimat (2006, Rintintin Musik)
- Wir sind Hollywood (2010, 105 Music / Sony Music)
- Ich & du (Duett mit Mark Forster, 2013, 105 Music / Sony Music)

### Alben
- Ins Gesicht (2005, RinTinTin/Indigo)
- Die Mathematik der Anna Depenbusch (2011, 105 Music/Sony BMG)
- Die Mathematik der Anna Depenbusch in Schwarz-Weiß (2011, 105 Music/Sony BMG)
- Sommer aus Papier (2012, 105 Music/Sony BMG)
- Das Alphabet der Anna Depenbusch (2017, Columbia/Sony)
- Das Alphabet der Anna Depenbusch in Schwarz-Weiß (2018, Columbia/Sony)
- Echtzeit (2020, Liedland Records)

## Auszeichnungen
- 2012: Fred-Jay-Preis
- 2012: Deutscher Chanson-Preis